# Lorenzo Piccin
Lorenzo Piccin (Conegliano, 18 novembre 2002) è un cestista italiano.